# Heinrich Khunrath

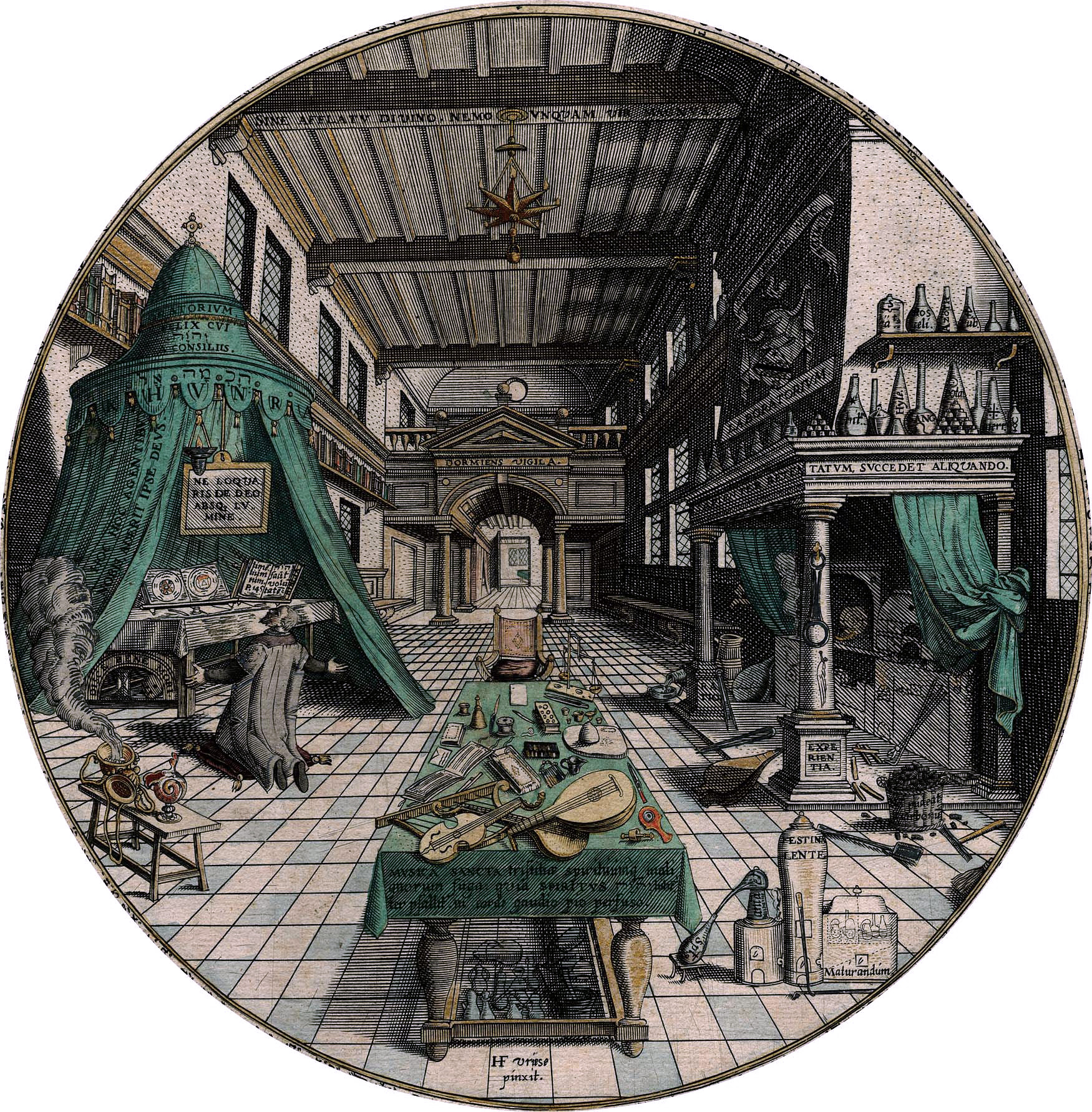
Heinrich Khunrath. "Laboratorium alchemika", z książki Amphitheatrum sapientiae aeternae, autorstwa Paullus van der Doort. 1595

Heinrich Khunrath (ur. 1560 r., zm. 09 września 1605 r.), wł. dr Henricus Khunrath jak go nazywano, był niemieckim lekarzem, hermetycznym filozofem i alchemikiem.

## Życie i edukacja
Khunrath urodził się w Dreźnie, w Saksonii. Był synem kupca Sebastian Kunrata. Studiował na Uniwersytecie w Lipsku, a w roku 1588 obronił doktorat na Uniwersytecie w Bazylei.
Jego najbardziej znanym dziełem alchemii jest Amphitheatrum Sapientiae Aeternae (Amfiteatr Wiecznej Mądrości). Książka została opublikowana po raz pierwszy w 1595 roku w Hamburgu, z czterema okrągłymi ręcznie barwionymi grawerunkami, które zostały zaprojektowane i wykonane przez Paullusa van der Doorta.